# Casa Caramany (Girona)
La Casa Caramany és un edifici del Carrer Ciutadans del municipi de Girona que forma part de l'Inventari del Patrimoni Arquitectònic de Catalunya.

## Descripció
La façana principal presenta carreus ben tallats en el conjunt, excepte a la planta superior, que hauria estat afegida posteriorment. La portalada principal correspon a una porta dovellada que probablement fou retallada al segle xviii. El recinte del vestíbul que dona accés a l'escala que condueix a les plantes és cobert amb volta amb llunetes. A la façana es conserven dues finestres gòtiques amb arcs conopials i arquets i amb impostes ornades. A l'interior de la botiga Moriscot de la planta baixa es conserven arcs i restes de pedra dels segles XV o XVI.

## Història
A l'actual casa del número 2 hi hagué antigament la casa Caramany. Actualment és ocupat per l'hotel Centre. Aquella família tenia altres cases de la seva propietat al mateix carrer, com la casa del carrer de l'Arc i l'edifici de l'antic hotel Italians.